# Параоа
Параоа, Тохора або Харірі — невеликий атол центрального архіпелагу Туамоту у Французькій Полінезії. Лежить за 76 км на південь від крайньої західної точки атола Хао. Найближча суша — атол Манухангі, що за 52 км на захід.
Атол Параоа має яйцеподібну форму. Його довжина становить 8,5 км, а максимальна ширина — 5,5 км. Його лагуна не з'єднана з океаном протокою, що робить цей невеликий атол досить важкодоступним. Атол Параоа незаселений.

## Історія
Першим зареєстрованим європейцем, який прибув до Параоа, був англієць Семюель Уолліс у 1767 році. Він назвав його «Глостер».

## Адміністрація
Параоа належить до комуни Хао (головне село: Отепа), до якої також входять Ненгоненго та незаселені Ахунуї і Манухангі.